# Gin and Juice
«Gin and Juice» — сингл американского рэпера Snoop Doggy Dogg из альбома Doggystyle, который вышел 15 января, 1994 года. Продюсером сингла стал Dr. Dre.

## О сингле
"Gin and Juice" был спродюсирован Dr. Dre, и содержит интерполяцию от Slave: "Watching You", George McCrae: "I Get Lifted". В треке приняли участие Dat Nigga Daz, Jewell, Sean "Barney" Thomas, Warren G и Kurupt Young Gotti. Трек "Gin and Juice" был перепет The Gourds в 1996 году, Richard Cheese в 2004 году, и комедиантами Naked Trucker, T-Bones в 2007 году.

## Текст песни
Лирика песни указывает на секс, употребление марихуаны и алкоголя с первых часов ночи до самого утра.
Текст:

Rollin' down the street smokin' indo'
Sippin' on gin and juice
Laid back (with my mind on my money and my money on my mind).

Один критик описывая песню, назвал артиста представителем "G-funk таблеточников", подчеркивающих крейсерскую культуру, и употребление успокоительных средств и материализм. Внимание деньгам в своих песнях показано всё время, пока существует хип-хоп: It's All About the Benjamins, Money Makes the World Go Round, Get Money, и Foe Tha Love of $.

## Музыкальное видео
Клип был снят Dr. Dre, Calvin Caday и Anita Sisaath, которая сопродюсировала клип 2Pac: "Dear Mama". Суть клипа проста: Snoop, будучи подростком, приглашает гостей на вечеринку после того, как его родители покидают дом. В клипе немного появляются: Ricky Harris в роли отца Snoop, Dr. Dre, Warren G, Nate Dogg и Daz Dillinger. Шестилетний рэпер Lil Bow Wow играет маленького брата Snoop, который вскакивает на кушетку в начале клипа.
Идея этого малобюджетного клипа позже использовалась в видеоклипах других исполнителей, таких как J-Kwon: "Tipsy" и Oowee: "Why Cry", в котором показан Snoop, и является ремейком на его видео "Gin and Juice". Также была сделана пародия на это музыкальное видео под названием "DPK", где Snoop катался на велосипеде, и был сбит автомобилем, который ведёт B.G. Knocc Out и Dresta, являющийся протеже Eazy-E, с которым у Snoop Dogg и Dr. Dre в то время была вражда.
В апреле 2005 года видео стало четвёртым в списке "MTV2" и "XXL", заняв 25 место в "Greatest West Coast Videos".

## Коммерческий успех
Этот трек попал в лучшую десятку известных синглов в чарте Billboard Hot 100 в Соединённых Штатах Америки, попав под номером восемь. Сингл "Gin and Juice" был номинирован на премию Грэмми, в 1995 году "Grammy Award for Best Rap Solo Performance". В чарте Greatest Rap, песня достигла 69 позиции на сайте rap.about.com. и номер восемь на "VH1's 100 Greatest Songs of Hip Hop". Спустя 18 лет песня появляется в игре Grand Theft Auto V на радиостанции "West Сoast Classics".

## Список композиций
12-дюймовый сингл
- A1 "Gin And Juice (Radio Version (No Indo))"
- A2 "Gin And Juice (Radio Version)"
- B1 "Gin And Juice (Laid Back Mix)"
- B2 "Gin And Juice (Laid Back Radio Mix)"

CD-сингл
- "Gin And Juice (Laid Back Mix)"
- "Gin And Juice (Radio Version)"
- "Gin And Juice (Radio Version (No Indo))"
- "Gin And Juice (Laid Back Radio Mix)"

## Кавер/Альтенативные версии
- The Gourds сделали кавер на трек "Gin and Juice", добавив в альбом Gogitchyershinebox EP, вышедший в 1998 году. В 2007 году, также добавили этот трек в свой альбом новый альбом Shinebox.
- Lil' Mo взяла семплы для своего сингла "Gangsta (Love 4 the Streets)". На B-стороне также есть ремикс с текстом Snoop Dogg.
- Twiztid взял семплы для "A Very Twiztid Christmas".
- The Berlin Project сделал кавер, который попал в его альбом Running For The Boarder, в 1997 году.
- The Coup выпустил альбом под названием Genocide & Juice.
- Richard Cheese сделал кавер I'd Like a Virgin.
- Sissy Bar сделал кавер, который попал в альбом Statutory Grape.
- Hot Rod Circuit сделал кавер, который попал в альбом Punk Goes Crunk.
- Prince Fatty сделал свою версию песни, которая попала как бонус-трек в альбом Survival of the Fattest.
- Chubb Rock записал свою версию песни, который попал в альбом Old School, New Style.
- Panic! at the Disco в живую перепели эту песню на FNMTV, с самим Snoop Dogg.
- Lou Bega использовал название трека в своём международном Мамбо-хите под #1.
- Katy Perry также использовала название в своей песне California Gurls, в котором принял участие сам Snoop Dogg.
- Paul Simon перепел песню в 2010 году на "Too Many Stars on Comedy Central".
- Chamillionaire использовал фразу из трека "With so much drama in the LBC. It's kinda hard being Snoop D O double-G" в песне Hip Hop Police.
- Makiza использовал семплы для "La Rosa de los Vientos".
- The Notorious B.I.G. использовал изменённую версию инструментала в его менее известной песне "Road to Riches".
- Oowee также взял семплы для своего трека "Why Cry", при участии самого Snoop Dogg.

## Чарты
| Чарт (1994)                                       | Пик позиция |
| ------------------------------------------------- | ----------- |
| U.S. Billboard Hot 100                            | 8           |
| U.S. Billboard Hot Rap Singles                    | 1           |
| U.S. Billboard R&B Singles                        | 13          |
| U.S. Billboard Rhythmic Top 40                    | 5           |
| U.S. Billboard Hot Dance Music/Maxi-Singles Sales | 1           |
| UK Singles Chart                                  | 39          |

| Год (1994)             | Позиция |
| ---------------------- | ------- |
| U.S. Billboard Hot 100 | 52      |